# Enaque
Anaque é um personagem bíblico cujo nome significa "pescoço comprido". É pai dos anaquins, descritos como os gigantes.

## Identidade
- Nome: Anaque
- Significado: Pescoço comprido
- Família: Filho de Arba, o fundador de Hebrom e pai de Aimã Sesai e Talmai
- Proveniência: Hebrom
- Localização Temporal: Região montanhosa de Hebrom, Debir, Anabe, Montanhas de Judá e Montanhas de Israel.
- Alguns Subsistiram em Gaza,Gate e em Asdode .
- Tempo de Vida: Desconhecida
- Causa de Morte: Naquele tempo,veio Josué e eliminou os anaquins da região montanhosa, de Hebrom , de Debir, de Anabe, e de todas as montanhas de Judá, e de todas as montanhas de Israel:Josué os destruiu totalmente com suas cidades. Josué 11:21
- Nem um dos anaquins sobreviveu na terra dos filhos de Israel:Somente em Gaza, em Gate e em Asdode alguns subsistiram. Josué 11:22
- Filho de Arba (Josué 15:13) Anaque era pai de Aimã, Sesai e Talmai (Números 13:22) que eram habitantes de Hebrom. Estes eram Gigantes descendentes dos Nephilin (Números 13:33) também conhecidos como anaquins. - Aqueles que têm pescoço comprido.

Podemos encontrar na bíblia diversas referencias a Anaque e aos anaquins em Números, Deuteronómio, Josué e Juízes.

## Anaque / Enki
Existem algumas opiniões a respeito deste personagem. É dificil fundamentar seja o que for, uma vez que os dados são apenas estes. Quem argumenta que poderá ser um personagem cognato de Enki, o deus sumério, apenas se pode basear nas similaridades do nome.
Anaquim - Povo muito alto que habitava as montanhas de Judá.

## Anaquins / Anunnaki
Existe quem defenda que os Anaquins poderão representar os Anunnaki (deuses na história suméria). Pode-se considerar a opinião levando em conta o facto de que em Números 13:33, faz referência a que, estes seriam descendentes dos Nephilim.